# Disco Lights
Disco Lights — другий альбом українського музичного гурту Tvorchi, який вийшов у 2019 році.

## Історія
14 лютого 2019 року черговий альбом гурту Tvorchi побачив світ. Збірка налічує 9 композицій, з яких лише одна пісня українською, а вісім — англійською мовами. 

### «Believe»
Пісня «Believe» 21 лютого отримала власний відеокліп, режисером якого є Андрій Оболончик. За словами учасників гурту, він коштував їм 100 доларів США. Сама пісня посіла 9 позицію у топчартах Google Play протягом кількох днів.

### «Мова тіла»
7 травня на YouTube-каналі гурту та на телеканалі М1 відбулася прем'єра музичного відео на пісню «Мова тіла», режисером якого став Андрій Лагутін.
|                                   | «У той час, коли всі застрягли в карантинних буднях, презентуємо відео «Мова тіла». Це відео – «весна здорової людини», до якої ми звикли: світла, яскрава, наповнена сонцем і коханням. Її тепер так бракує, і саме тому просто зараз – ідеальний момент, щоб «Мова тіла» стала для вас справжнім трампліном весняних емоцій». |
| — Джеффрі Кенні та Андрій Гуцуляк | |

## Список композицій[1]
Автор слів Джеффрі Кенні, автор музики Андрій Гуцуляк. 
| #  | Назва               | Тривалість |
| -- | ------------------- | ---------- |
| 1. | «Believe»           | 3:12       |
| 2. | «Fire»              | 3:30       |
| 3. | «Rosy»              | 3:05       |
| 4. | «Sensual»           | 3:35       |
| 5. | «Summer Vibes»      | 3:40       |
| 6. | «Want U»            | 3:27       |
| 7. | «Floating in Space» | 3:08       |
| 8. | «Мова Тіла»         | 3:34       |
| 9. | «Trip»              | 2:48       |

## Музичні відео
| Рік  | Назва       | Альбом       | Режисер          |
| ---- | ----------- | ------------ | ---------------- |
| 2019 | «Believe»   | Disco Lights | Андрій Оболончик |
| 2020 | «Мова тіла» | Disco Lights | Андрій Лагутін   |